# Sal Da Vinci
Salvatore Michael Sorrentino (Nueva York, 7 de abril de 1969), conocido artísticamente como Sal Da Vinci, es un cantante y actor italiano nacido en Estados Unidos. Ganó el Festival Italiano en 1994 y obtuvo el tercer lugar en el Festival de Sanremo en 2009. Vive principalmente en Nápoles, Italia, canta en italiano y en napolitano.

## Trayectoria artística
Da Vinci nació en la ciudad de Nueva York cuando su padre, Mario Da Vinci, cantante e intérprete de Canción napolitana, estaba realizando una gira por los Estados Unidos, donde se le unió su madre.
Actuó por primera vez frente a un público cuando tenía solo seis años. En 1976 debutó en el mundo de la música grabando, a dúo con su padre, la canción Miracolo 'e Natale de Alberto Sciotti y Tony Iglio, de la que se tomó un sketch homónimo. En 1977, junto a su padre Mario, debutó en el teatro con las obras Caro papà y Senza mamma e senza padre.
A finales de 2023 estrena en Roma su espectáculo Sal Da Vinci Stories, en el que une la esencia de la canción de Sal con la modernidad, con la tecnología con la que todos nos enfrentamos a diario: las redes sociales, idea que llevará en gira durante 2024 por diversos teatros de Italia.

## Discografía
- 1976 – Miracolo 'e Natale (Bella Record, BRLP 10035; con Mario Da Vinci)
- 1977 – Mario & Sal Da Vinci Vol. 1º (Bella Record, BRLP 10036; con Mario Da Vinci)
- 1977 – Mario & Sal Da Vinci Vol. 2º (Bella Record, BRLP 10038; con Mario Da Vinci)
- 1977 – 'O scugnizzo e 'o signore (Bella Record, BRLP 10038; con Mario Da Vinci)
- 1978 – 'O giurnalaio/'A cummunione 'e Salvatore (Bella Record, BRLP 10039; con Mario Da Vinci)
- 1978 – Figlio mio sono innocente (banda sonora) (MDV Record, MD 9001; con Mario Da Vinci)
- 1979 – Vasame ancora (Dominant Record, LPD 33002; con Mario Da Vinci)
- 1979 – Napoli storia d'amore e di vendetta (banda sonora) (Dominant Record, LPD 33006; inciso con Mario Da Vinci)
- 1980 – Muntevergine (Mamma Schiavona) (con Mario Da Vinci)
- 1980 – 'A giostra
- 1981 – 'O guappo nnammurato (La Canzonetta, FDM 507)
- 1981 – 'O motorino (La Canzonetta, FDM 510; con Mario Da Vinci)
- 1982 – Annabella (La Canzonetta, FDM 519; con Mario Da Vinci)
- 1983 – Footing (La Canzonetta, FDM 522; con Mario Da Vinci)
- 1994 – Sal Da Vinci
- 1996 – Un po' di noi
- 1998 – Solo
- 2005 – C'era una volta... Scugnizzi (con Gianni Lanni, Massimiliano Gallo, Stefania De Francesco y artistas varios)
- 2005 – Anime Napoletane
- 2008 – Canto per amore
- 2009 – Non riesco a farti innamorare
- 2010 – Il mercante di stelle
- 2011 – Napoli chi resta e chi parte (con Lalla Esposito, Fiorenza Calogero y artistas varios)
- 2012 – È così che gira il mondo - (Sony Music)
- 2013 – Carosone, l'americano di Napoli (con Forlenzo Massarone, Pietro Botte, Giovanni Imparato y Gransta MSV)
- 2014 – Se amore è
- 2014 – Stelle a metà (with Stefania De Francesco, Andrea Sannino, Pasquale Palma y artistas varios)
- 2016 – Non si fanno prigionieri
- 2018 – Sinfonie in Sal maggiore live
- 2021 – Siamo gocce di mare

## Filmografía

### Actor
- Figlio mio sono innocente!, de Carlo Caiano (1978)
- Napoli storia d'amore e di vendetta, de Mario Bianchi (1979)
- Il motorino, de Ninì Grassia (1984)
- Troppo forte, de Carlo Verdone (1986)
- Vita, cuore, battito, de Sergio Colabona (2016)

### Bandas sonoras
- Ti lascio perché ti amo troppo, de Francesco Ranieri Martinotti (2006) – tema Accuminciammo a respirà y banda sonora
- Si accettano miracoli, de Alessandro Siani (2015) – tema Tu stella mia
- Con il bene di sempre, de Fabio Massa (2015) – banda sonora

## Reconocimientos
- Vencedor en 1994 del Festival Italiano con el tema "Vera"
- Vencedor en 2008 del premio Armando Gill en la categoría cantautores
- Tercer lugar en 2009 en el Festival de Sanremo